# Compagnie de la Ligne d'Italie

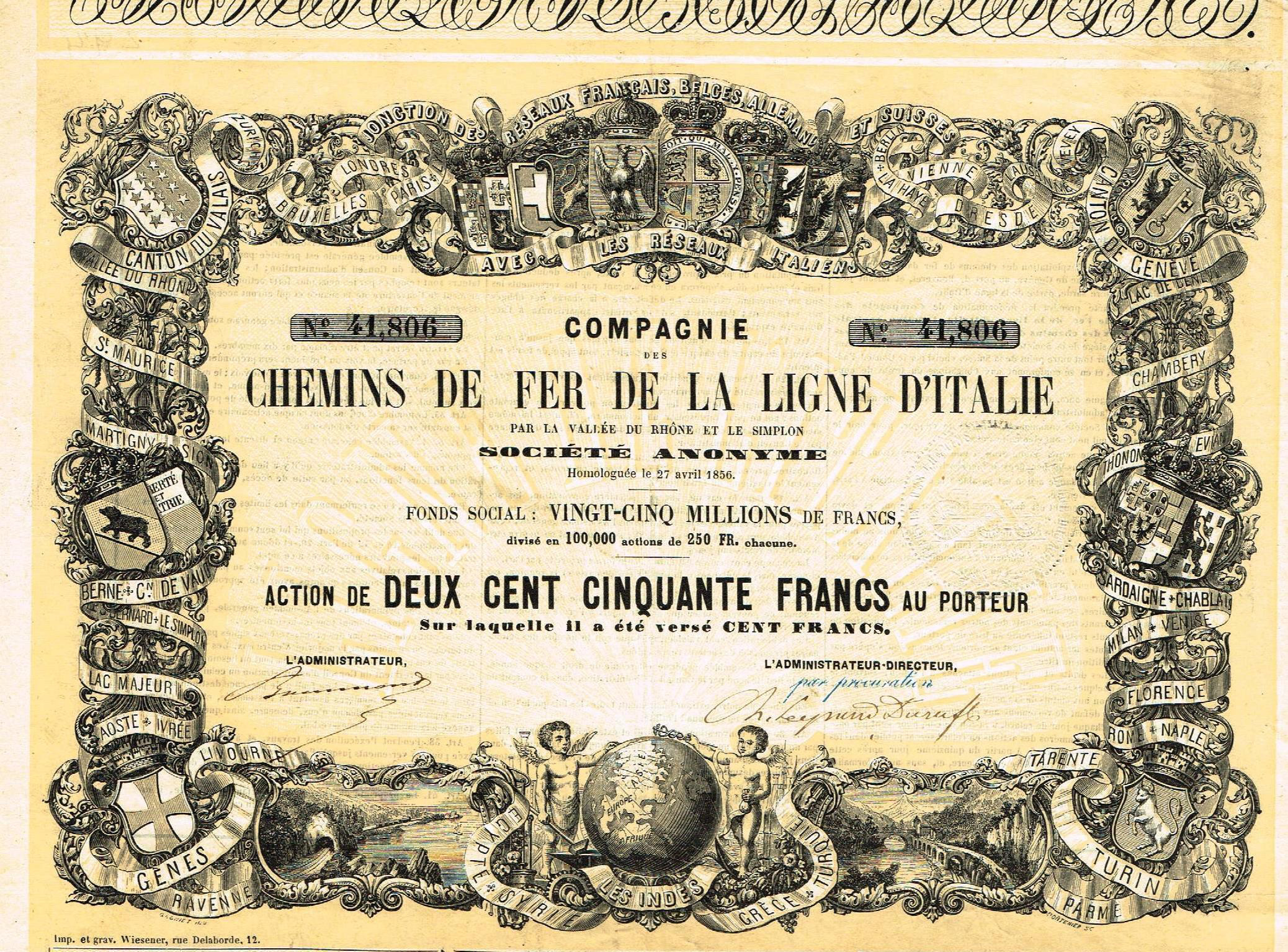
Action de la Compagnie des CdF de la Ligne d'Italie en date du 27. Avril 1856

La Compagnie de la Ligne d'Italie est une ancienne compagnie de chemin de fer suisse créée en avril 1858 [Passage contradictoire avec l'article Adrien de Lavalette] et rachetée en 1874 par la Compagnie du Simplon, qui deviendra la Compagnie du Jura-Simplon en 1890. Elle est notamment à l'origine de la Ligne du Simplon.

## Historique

### Le contexte de l'époque
À la suite de la guerre du Sonderbund, l'État fédéral est créé et le Valais se dote d'une nouvelle constitution en 1848. D'autre part, les concessions pour la construction et l'exploitation des lignes de chemin de fer sont le fait des cantons depuis la loi fédérale du 28 juillet 1852. C'est une des raisons de certaines aventures ferroviaires, du manque de coordination entre les projets et du morcellement déplorable des entreprises. Le problème ferroviaire valaisan était d'avoir une certaine rentabilité pour la ligne de base du Bouveret au bord du lac Léman à Brigue. Une liaison vers le Moyen-Pays passant par Lausanne et une traversée vers le sud des Alpes soit par le Grand-Saint-Bernard, soit par le Simplon, était donc impérative.
Le percement d'un tunnel à travers les Alpes restait difficile pour l'époque. Pour la liaison par le Grand-Saint-Bernard, il fallait l'accord du royaume de Sardaigne alors que celle du Simplon menait en Lombardie, occupée par l'Autriche. Cette dernière préférait une liaison ferroviaire par le col du Brenner ou celui du Lukmanier, alors que le Seigneur de Sardaigne voulait une liaison de Turin vers Lyon par le Mont-Cenis. D'ailleurs le comte Camillo Cavour fera entreprendre des travaux pour le chemin de fer au tunnel du Mont-Cenis en 1857. Les cantons de Vaud et du Valais étaient ainsi sous la menace d'un vaste détournement de trafic.

### La Compagnie du Sud
Le Valais veut avancer très vite et la concession est signée avec le Comte Adrien de Lavalette, propriétaire à Paris, tant en son nom qu'au nom de ses associés, le 11 janvier 1853. Le 22 janvier déjà c'est le Grand Conseil à Sion qui la ratifie et dix jours après, les 1er et 2 février, les Chambres fédérales à Berne en font autant. Mais cette concession, Le Bouveret - Sion n'attira pas de capitaux et Lavalette demanda une nouvelle concession vers l'Italie par le Simplon et un prolongement vers la France par Saint-Gingolph. La nouvelle concession sera accordée par le Grand Conseil valaisan le 27 novembre 1854 à la Compagnie du Sud de la Suisse fondée le 15 août 1854. 
Le Grand Conseil lui accordait, ainsi qu'à ses associés, la concession de Sion à la frontière sarde (Grand-Saint-Bernard) au Simplon et du Bouveret à Saint-Gingolph à la frontière française.
De 1854 à 1856, il ne s'exécuta que fort peu de travaux, les entrepreneurs ne recevant pas ou peu d'argent. La Valette cherchait à mettre sur pied une nouvelle société capable de faire appel au crédit public. Il créa donc en avril 1856 Compagnie des chemins de fer de la Ligne d'Italie.

### La fin de la Compagnie de la ligne d'Italie
La nouvelle Compagnie se substituant à l'ancienne dans tous les contrats d'entreprise déjà conclus, elle aura son siège et domicile administratif à Paris, siège et domicile social à Genève. Dès lors les travaux débutèrent tout au long de la ligne entre Le Bouveret, St-Maurice et Martigny. Le tunnel de St-Maurice fut percé le 30 juin 1858 et la mise en service de la ligne jusqu'à Martigny le 14 juillet 1859.
La poursuite des travaux en direction de la gare de Sion, fut émaillée de nombreux incidents, en particulier dans la région de Saxon, en raison des indemnités dues pour l'expropriation des terres. Le train arriva à Sion le 5 mai 1860 et la ligne sera ouverte à l'exploitation (Sion-Le Bouveret) le 1er juin 1860. En cette année 1860, à St-Maurice, il fallait changer de train pour se rendre à Villeneuve, la liaison Villeneuve - Lausanne par Lavaux n'étant pas terminée (ouverture des tronçons : Villeneuve-Bex, 1857 ; Bex-St-Maurice 1860, Lausanne-Villeneuve 1861). Genève et le conseil d'Administration de la compagnie voulaient une liaison entre le Valais et la ligne Lyon-Genève, par le sud du Lac Léman.
Cependant les difficultés financières s'accumulent sur la Compagnie. Les travaux vers la ville de Sierre puis vers Brigue sont arrêtés et la compagnie mise en liquidation en juillet 1865. Toutes les gares de la ligne ne sont que du provisoire. Les travaux ne reprendront que lentement et seront terminés en septembre 1868 par la Nouvelle Compagnie de la Ligne d'Italie par le Simplon fondée aussi par Adrien de Lavalette qui lança une nouvelle souscription publique. Malheureusement, les fonds rentraient très mal ou pas du tout, et Lavalette ne voulut jamais justifier sa situation financière. Les titres baissèrent rapidement, car la société n'inspirait aucune confiance et les Chambres fédérales décrétèrent la déchéance de la concession, le 19 septembre 1872. En vertu de la nouvelle loi sur les chemins de fer, de 1872, c'était le Conseil fédéral qui était compétent pour cette liquidation.
La mise aux enchères de la ligne se déroula le 16 mars 1874 à Sion et la nouvelle concession fut adjugée au consortium de la Compagnie de la Suisse-Occidentale et de la Société financière vaudoise pour la somme de 10 100 francs suisses. L'adjudicataire prit le nom de Compagnie du Simplon dès 1874, s'engagea à continuer d'exploiter la ligne et de la continuer jusqu'à Brigue. La Compagnie avait six ans pour commencer le percement du tunnel du Simplon. Mais les difficultés financières l'obligèrent à fusionner en 1881, avec la Compagnie des chemins de fer de la Suisse-Occidentale pour devenir la Suisse-Occidentale & Simplon laquelle à son tour, fusionna, en 1889, avec la Compagnie Jura - Berne - Lucerne pour devenir la puissante Compagnie du Jura-Simplon. C'est celle-ci qui entreprit le percement du tunnel du Simplon.

### Un tunnel au Grand-Saint-Bernard
Le royaume de Sardaigne ne voulait pas d'une grande voie de communication qui viendrait concurrencer la liaison par le Mont-Cenis mais les Cantons de Vaud, du Valais, de Berne, de Soleure, de Neuchâtel et de Fribourg, désiraient ce tunnel et acceptèrent de participer à son financement. En effet la partie occidentale des Alpes ne possédait à l'époque qu'un seul passage, celui du Simplon, qui oblige à un détour lorsqu'on se rend en Sardaigne et à Gênes. La commission sardo-suisse pour l'examen préliminaire d'une route carrossable de communication à travers les Alpes pennines, entre Aoste et Martigny, était arrivée à cette conclusion que la ligne la plus courte et de moindre pente passe par Bourg-Saint-Pierre, la Cantine de Proz.
Donc le percement du tunnel du Menouve fut prévu à 2307 mètres et commencèrent le 28 août 1856 près de la Cantine de Proz. Une année après, le 11 mars 1857, les ouvriers cessèrent le travail faute d'être payés. La liaison par chemin de fer fut définitivement abandonnée au profit d'une liaison routière et du Tunnel du Grand-Saint-Bernard ouvert en 1964.
Une nouvelle étude de faisabilité d'une liaison Martigny - Aoste a été réalisé en 1991, avec la conclusion que l’intérêt d’une transversale ferroviaire du Grand-Saint-Bernard en complémentarité avec les axes du Brenner (construction d'un tunnel de base) à l’est des Alpes, du tunnel de base du Saint-Gothard qui ouvrira en 2016, du tunnel de base du Lötschberg (ouvert en 2007)/Simplon et du projet du tunnel de base du Mont-d'Ambin à l’ouest, est évident. Le projet des Nouvelles lignes ferroviaires à travers les Alpes n’intègre pas cette idée. En 2006, les autorités valaisanne et valdôtaine ont relancé le débat de cette liaison dans le cadre du programme européen Interreg III.

### Adrien de Lavalette
Le comte Adrien de Lavalette, Pierre-Marie-Joseph-Adrien Morlhon-Lavalette, le 5 janvier 1813 à Murasson - 10 janvier 1886 à Paris fils de Michel-Auguste-Antoine Morlhon-Lavalette journaliste et administrateur français. Le 29 février 1948, il créa le journal l'Assemblée Nationale. Monsieur le Comte de la Valette, mêlé au mouvement industriel de ces dernières années, était administrateur du chemin de fer de la ligne d'Italie et vice-président de son Conseil d'Administration avant les désastres financiers qui amenèrent la liquidation de la Compagnie. La Valette fut également président de la Société des Inventeurs de France. La Valette est mort à Paris le 10 janvier 1886. Lors de la perte de la concession de la ligne de chemin de fer, M. Adrien de Lavalette fit recours au Conseil national suisse mais celui-ci fut débouté car à la question de savoir s'il était bien Directeur et Mandataire de la Compagnie d'Italie, il ne put répondre. N'ayant pas convoqué d'Assemblée générale depuis 1869, toutes les fonctions d'administrateurs étaient expirées au 31 janvier 1872. Le Tribunal fédéral confirma la décision des autorités fédérales. M. Adrien de Lavalette était ruiné.

## Sources